# Дієго Лугано
Дієго Лугано (ісп. Diego Lugano, нар. 2 листопада 1980, Канелонес) — уругвайський футболіст, захисник.
Насамперед відомий виступами за клуби «Насьйональ», «Сан-Паулу» та «Фенербахче», а також за національну збірну Уругваю.

## Клубна кар'єра
У дорослому футболі дебютував у 1999 році виступами за команду клубу «Насьйональ», в якій провів два сезони, взявши участь у 13 матчах чемпіонату. За цей час виборов титул чемпіона Уругваю.
Протягом 2001—2003 років захищав кольори команди клубу «Пласа Колонія».
Своєю грою за останню команду привернув увагу представників тренерського штабу бразильського клубу «Сан-Паулу», до складу якого приєднався у 2003 році. Відіграв за команду із Сан-Паулу наступні три сезони своєї ігрової кар'єри. Більшість часу, проведеного у складі «Сан-Паулу», був гравцем захисту основного складу команди. За цей час додав до переліку своїх трофеїв титул володаря Кубка Лібертадорес, став клубним чемпіоном світу.
У 2006 році уклав контракт з турецьким «Фенербахче», у складі якого провів наступні п'ять років своєї кар'єри гравця. Граючи у складі «Фенербахче» також здебільшого виходив на поле в основному складі команди.
До складу клубу «Парі Сен-Жермен» приєднався 2011 року. Стати у складі паризької команди основним гравцем центру захисту не зміг і 2013 року залишив команду, спочатку перейшовши на умовах оренди до іспанської «Малаги», а пізніше уклавши контракт з англійським «Вест-Бромвіч Альбіон». В Англії справи в уругвайця також пішли не добре і, зігравши за сезон лише 9 ігор в чемпіонаті, у травні 2014 він був змушений зайнятися пошуками нового клубу.
Першу половину 2015 року відіграв у Швеції за «Геккен», після чого повернувся до Південної Америки, ставши гравцем парагвайського «Серро Портеньйо».

## Виступи за збірну
У 2003 році дебютував в офіційних матчах у складі національної збірної Уругваю. Наразі провів у формі головної команди країни 95 матчів, забивши 9 голів.
У складі збірної був учасником чемпіонату світу 2010 року у ПАР, розіграшу Кубка Америки 2007 року у Венесуелі, а також розіграшу Кубка Америки 2011 року в Аргентині, здобувши того року титул континентального чемпіона.

## Статистика виступів

### Статистика виступів за збірну
| Дата       | Місто            | Господарі      | Результат             | Гості          | Турнір                              | Голи | Примітки |
| ---------- | ---------------- | -------------- | --------------------- | -------------- | ----------------------------------- | ---- | -------- |
| 04/02/2003 | Гонконг          | Уругвай        | 1 – 1 д.ч. (4-2 п.п.) | Іран           | Кубок Карлсберга 2003 - Фінал       | -    |          |
| 17/11/2004 | Монтевідео       | Уругвай        | 1 – 0                 | Парагвай       | Відбір до ЧС 2006                   | -    |          |
| 26/03/2005 | Сантьяго         | Чилі           | 1 – 1                 | Уругвай        | Відбір до ЧС 2006                   | -    |          |
| 30/03/2005 | Монтевідео       | Уругвай        | 1 – 1                 | Бразилія       | Відбір до ЧС 2006                   | -    |          |
| 04/06/2005 | Маракайбо        | Венесуела      | 1 – 1                 | Уругвай        | Відбір до ЧС 2006                   | -    |          |
| 07/06/2005 | Ліма             | Перу           | 0 – 0                 | Уругвай        | Відбір до ЧС 2006                   | -    |          |
| 08/10/2005 | Кіто             | Еквадор        | 0 – 0                 | Уругвай        | Відбір до ЧС 2006                   | -    |          |
| 12/10/2005 | Монтевідео       | Уругвай        | 1 – 0                 | Аргентина      | Відбір до ЧС 2006                   | -    |          |
| 16/11/2005 | Сідней           | Австралія      | 1 – 0 д.ч. (4-2 п.п.) | Уругвай        | Відбір до ЧС 2006                   | -    |          |
| 01/03/2006 | Ліверпуль        | Англія         | 2 – 1                 | Уругвай        | товариський матч                    | -    |          |
| 15/11/2006 | Тбілісі          | Грузія         | 2 – 0                 | Уругвай        | товариський матч                    | -    |          |
| 24/03/2007 | Сеул             | Південна Корея | 0 – 2                 | Уругвай        | товариський матч                    | -    |          |
| 02/06/2007 | Сідней           | Австралія      | 1 – 2                 | Уругвай        | товариський матч                    | -    |          |
| 26/06/2007 | Мерида           | Уругвай        | 0 – 3                 | Перу           | Копа Америка 2007 - 1-й етап        | -    |          |
| 30/06/2007 | Сан-Крістобаль   | Болівія        | 0 – 1                 | Уругвай        | Копа Америка 2007 - 1-й етап        | -    |          |
| 03/07/2007 | Мерида           | Венесуела      | 0 – 0                 | Уругвай        | Копа Америка 2007 - 1-й етап        | -    |          |
| 07/07/2007 | Сан-Крістобаль   | Венесуела      | 1 – 4                 | Уругвай        | Копа Америка 2007 - чвертьфінал     | -    |          |
| 10/07/2007 | Маракайбо        | Уругвай        | 2 – 2 д.ч. (4-5 п.п.) | Бразилія       | Копа Америка 2007 - півфінал        | -    |          |
| 14/07/2007 | Каракас          | Уругвай        | 1 – 3                 | Мексика        | Копа Америка 2007 - матч за 3 місце | -    |          |
| 17/10/2007 | Асунсьйон        | Парагвай       | 1 – 0                 | Уругвай        | Відбір до ЧС 2010                   | -    |          |
| 18/11/2007 | Монтевідео       | Уругвай        | 2 – 2                 | Чилі           | Відбір до ЧС 2010                   | -    |          |
| 21/11/2007 | Сан-Паулу        | Бразилія       | 2 – 1                 | Уругвай        | Відбір до ЧС 2010                   | -    |          |
| 06/02/2008 | Монтевідео       | Уругвай        | 2 – 2                 | Колумбія       | товариський матч                    | -    |          |
| 14/06/2008 | Монтевідео       | Уругвай        | 1 – 1                 | Венесуела      | Відбір до ЧС 2010                   | 1    |          |
| 17/06/2008 | Монтевідео       | Уругвай        | 6 – 0                 | Перу           | Відбір до ЧС 2010                   | -    |          |
| 20/08/2008 | Саппоро          | Японія         | 1 – 3                 | Уругвай        | товариський матч                    | -    |          |
| 06/09/2008 | Богота           | Колумбія       | 0 – 1                 | Уругвай        | Відбір до ЧС 2010                   | -    |          |
| 10/09/2008 | Монтевідео       | Уругвай        | 0 – 0                 | Еквадор        | Відбір до ЧС 2010                   | -    |          |
| 11/10/2008 | Буенос-Айрес     | Аргентина      | 2 – 1                 | Уругвай        | Відбір до ЧС 2010                   | 1    |          |
| 14/10/2008 | Ла-Пас           | Болівія        | 2 – 2                 | Уругвай        | Відбір до ЧС 2010                   | -    |          |
| 19/11/2008 | Сен-Дені         | Франція        | 0 – 0                 | Уругвай        | товариський матч                    | -    |          |
| 11/02/2009 | Триполі          | Лівія          | 2 – 3                 | Уругвай        | товариський матч                    | -    |          |
| 28/03/2009 | Монтевідео       | Уругвай        | 2 – 0                 | Парагвай       | Відбір до ЧС 2010                   | 1    |          |
| 01/04/2009 | Сантьяго         | Чилі           | 0 – 0                 | Уругвай        | Відбір до ЧС 2010                   | -    |          |
| 10/06/2009 | Пуерто-Ордас     | Венесуела      | 2 – 2                 | Уругвай        | Відбір до ЧС 2010                   | -    |          |
| 12/08/2009 | Алжир            | Алжир          | 1 – 0                 | Уругвай        | товариський матч                    | -    |          |
| 05/09/2009 | Ліма             | Перу           | 1 – 0                 | Уругвай        | Відбір до ЧС 2010                   | -    |          |
| 10/10/2009 | Кіто             | Еквадор        | 1 – 2                 | Уругвай        | Відбір до ЧС 2010                   | -    |          |
| 14/10/2009 | Монтевідео       | Уругвай        | 0 – 1                 | Аргентина      | Відбір до ЧС 2010                   | -    |          |
| 14/11/2009 | Сан-Хосе         | Коста-Рика     | 0 – 1                 | Уругвай        | Відбір до ЧС 2010                   | 1    |          |
| 18/11/2009 | Монтевідео       | Уругвай        | 1 – 1                 | Коста-Рика     | Відбір до ЧС 2010                   | -    |          |
| 26/05/2010 | Монтевідео       | Уругвай        | 4 – 1                 | Ізраїль        | товариський матч                    | -    |          |
| 11/06/2010 | Кейптаун         | Уругвай        | 0 – 0                 | Франція        | ЧС 2010 - 1-й етап                  | -    |          |
| 16/06/2010 | Преторія         | ПАР            | 0 – 3                 | Уругвай        | ЧС 2010 - 1-й етап                  | -    |          |
| 22/06/2010 | Рустенбург       | Мексика        | 0 – 1                 | Уругвай        | ЧС 2010 - 1-й етап                  | -    |          |
| 26/06/2010 | Порт-Елізабет    | Уругвай        | 2 – 1                 | Південна Корея | ЧС 2010 - 1/8 фіналу                | -    |          |
| 02/07/2010 | Йоганнесбург     | Уругвай        | 1 – 1 д.ч. (4-2 п.п.) | Гана           | ЧС 2010 - чвертьфінал               | -    |          |
| 10/07/2010 | Порт-Елізабет    | Уругвай        | 2 – 3                 | Німеччина      | ЧС 2010 - матч за 3 місце           | -    |          |
| 11/08/2010 | Лісабон          | Ангола         | 0 – 2                 | Уругвай        | товариський матч                    | -    |          |
| 08/10/2010 | Джакарта         | Індонезія      | 1 – 7                 | Уругвай        | товариський матч                    | -    |          |
| 12/10/2010 | Ухань            | Чилі           | 0 – 4                 | Уругвай        | товариський матч                    | -    |          |
| 17/11/2010 | Сантьяго         | Чилі           | 2 – 0                 | Уругвай        | товариський матч                    | -    |          |
| 25/03/2011 | Таллінн          | Естонія        | 2 – 0                 | Уругвай        | товариський матч                    | -    |          |
| 29/03/2011 | Дублін           | Ірландія       | 2 – 3                 | Уругвай        | товариський матч                    | 1    |          |
| 29/05/2011 | Сінсгайм         | Німеччина      | 2 – 1                 | Уругвай        | товариський матч                    | -    |          |
| 08/06/2011 | Монтевідео       | Уругвай        | 1 – 1 д.ч. (4-3 п.п.) | Нідерланди     | товариський матч                    | -    |          |
| 23/06/2011 | Ривера           | Уругвай        | 3 – 0                 | Естонія        | товариський матч                    | -    |          |
| 04/07/2011 | Сан-Хуан         | Уругвай        | 1 – 1                 | Перу           | Копа Америка 2011 - 1-й етап        | -    |          |
| 08/07/2011 | Мендоса          | Уругвай        | 1 – 1                 | Чилі           | Копа Америка 2011 - 1-й етап        | -    |          |
| 12/07/2011 | Ла-Плата (місто) | Уругвай        | 1 – 0                 | Мексика        | Копа Америка 2011 - 1-й етап        | -    |          |
| 16/07/2011 | Санта-Фе         | Аргентина      | 1 – 1 д.ч. (4-5 п.п.) | Уругвай        | Копа Америка 2011 - чвертьфінал     | -    |          |
| 19/07/2011 | Ла-Плата (місто) | Перу           | 0 – 2                 | Уругвай        | Копа Америка 2011 - Півфінал        | -    |          |
| 24/07/2011 | Буенос-Айрес     | Уругвай        | 3 – 0                 | Парагвай       | Копа Америка 2011 - Фінал           | -    | чемпіони |
| 02/09/2011 | Харків           | Україна        | 2 – 3                 | Уругвай        | товариський матч                    | 1    |          |
| 02/06/2012 | Монтевідео       | Уругвай        | 1 – 1                 | Венесуела      | Відбір до ЧС 2014                   | -    |          |
| Усього     |                  | Матчів         | 65                    |                | Голів                               | 6    |          |

## Титули і досягнення

### Командні
- Чемпіон Уругваю (1):

«Насьйональ»: 2000
- Чемпіон Туреччини:

«Фенербае»: 2006–07, 2010–11
- Володар Кубка Лібертадорес:

«Сан-Паулу»: 2005
- Клубний чемпіон світу:

«Сан-Паулу»: 2005
- Володар Кубка Америки: 2011